# Atenulf al II-lea de Gaeta
Atenulf al II-lea de Gaeta (d. octombrie 1064) a fost duce de Gaeta pentru o perioadă de doi ani, de la 1062 până la moarte, sub regența mamei sale, Maria.
Atenulf a fost fiul și succesorul ducelui Atenulf I de Gaeta, care fusese silit să recunoască suzeranitatea principelui normand de Capua Richard I Drengot și a fiului acestuia, Iordan I în anul 1058.
Atenulf I s-a stins la 2 februarie 1062, iar la 1 iunie al aceluiași an Maria a confirmat un tratat de un an de zile cu câteva formațiuni vecine, îndreptat împotriva dominației normanzilor din Aversa și a principatului de Capua. În acest context, la 28 iunie 1063 Gaeta a fost capturată de către principele Iordan, devenind oraș al principelui de Capua. Lui Atenulf i s-a permis să își mențină stăpânirea până în anul următor, atunci când  noul soț al mamei sale, Guillaume de Montreuil, a fost instalat ca duce.